# Aprendiendo a aprender
Aprendiendo a aprender es el nombre del primer extended play de la cantautora Carla Morrison, masterizado en Phoenix, Arizona y lanzado el 17 de febrero de 2009. 

## Antecedentes
Al momento de su lanzamiento, el disco compacto solamente era vendido en los lugares donde la artista daba sus presentaciones, en el año 2010 el disco fue distribuido como descarga digital por la discográfica Cosmica Records.
Originalmente el EP contiene un cover de Ramón Ayala, en reediciones posteriores esta canción fue remplazada por "Pan Dulce", el cual fue lanzado originalmente en el EP Jugando en serio.
en el 2013 Carla Morrison a través de su sitio oficial, emite una convocatoria para rediseñar la portada del EP, con el objetivo de que la discográfica Discos Intolerancia lance nuevamente este EP.

## Lista de canciones
Todas las canciones son de la autoría de Carla Morrison con excepción de "Tragos de amargo licor" que es un cover de Ramón Ayala.
1. "Valentina" - 1:46
2. "Lágrimas" - 3:05
3. "Sintonías" - 2:52
4. "Nunca Me Dejes" - 3:54
5. "Buena Malicia" - 3:11
6. "Esta Soledad" - 3:42
7. "Tragos de amargo licor" - 3:18